# دونالد غراهام بيرت
دونالد غراهام بيرت (بالإنجليزية: Donald Graham Burt)‏ هو مصمم الإنتاج ومخرج أمريكي، ولد في القرن العشرين.

## وصلات خارجية
- دونالد غراهام بيرت على موقع IMDb (الإنجليزية)
- دونالد غراهام بيرت على موقع ألو سيني (الفرنسية)
- دونالد غراهام بيرت على موقع أول موفي (الإنجليزية)
- دونالد غراهام بيرت على موقع قاعدة بيانات الأفلام السويدية (السويدية)
- دونالد غراهام بيرت على موقع قاعدة بيانات الفيلم (الإنجليزية)
- دونالد غراهام بيرت على موقع كينوبويسك (الروسية)